# Maracandellus
Maracandellus is een geslacht van hooiwagens uit de familie Assamiidae.
De wetenschappelijke naam Maracandellus is voor het eerst geldig gepubliceerd door Roewer in 1923. 

## Soorten
Maracandellus omvat de volgende 2 soorten:
- Maracandellus bidentatus
- Maracandellus rhinoceros